# Vilica
Vilica je pribor za jelo. Sastoji se od ručice i zubaca koji služe za nabadanje hrane. Koristi se i u kuhanju. 